# Alphonse Simon Guiod
Alphonse Simon Guiod, né le  5 octobre 1805 à Paris et mort le 23 mai 1884 dans la même ville, est un général de division français, grand-croix de la Légion d'honneur.

## Biographie
Il est le fils de Michel Simon Guiod, capitaine des chasseurs à cheval de la Garde impériale, tué à Eylau en 1807, et de Jeanne Nadault, nièce de Buffon. 
Sorti premier de l'École polytechnique  en 1826, artilleur, il prend part à la conquête de l'Algérie de 1841 à 1843. Général de brigade en 1857 puis général de division en 1864, il est fait grand officier de la Légion d'honneur le 10 août 1868. En même temps qu'un officier d'artillerie, il est aussi conseiller d'Etat et fait partie du jury de toutes les Expositions de France et d'Angleterre. Pendant la guerre de 1870, il est nommé membre du conseil de défense de Paris, puis commandant en chef de l'artillerie pendant le siège de la ville de septembre 1870 à janvier 1871. Il a sous ses ordres 30 000 artilleurs, 3 000 canons, et doit pourvoir à l'armement et à l'approvisionnement de 94 bastions et 22 forts,. 
Il est élevé à la dignité de grand-croix de la Légion d'honneur le 7 janvier 1871.
D’octobre à décembre 1873, il fait partie des juges lors du procès du maréchal Bazaine, accusé de trahison, qui se tient au Grand Trianon.

## Décorations
- Grand-croix de la Légion d'honneur (7 janvier 1871)
  - Grand-officier (10 août 1868)
  - Commandeur (14 mars 1860)
  - Officier (2 février 1853)
  - Chevalier (19 avril 1843)

### Sources modernes
- Michel Wattel et Béatrice Wattel (préf. André Damien), Les Grand’Croix de la Légion d’honneur : De 1805 à nos jours, titulaires français et étrangers, Paris, Archives et Culture, 2009, 701 p. (ISBN 978-2-35077-135-9), p. 206.